# Saccharomycetaceae
Famille
Les Saccharomycetaceae sont une famille de champignons de l’ordre des Saccharomycetales.

## Liste des genres
Selon MycoBank (17 janvier 2021) :
- Arxiozyma
- Azymohansenula
- Azymomyces
- Byrrha
- Cyniclomyces
- Debaryomyces
- Debaryozyma
- Dekkera
- Dekkeromyces
- Eeniella
- Grigorovia
- Hagleromyces
- Hansenula
- Hyphopichia
- Isomyces
- Issatchenkia
- Kazachstania
- Kluyveromyces
- Kodamaea
- Komagataella
- Kregervanrija
- Kuraishia
- Kurtzmaniella
- Lachancea
- Lodderomyces
- Nakaseomyces
- Nakazawaea
- Naumovia
- Naumovozyma
- Octomyces
- Ogataea
- Pachysolen
- Pachytichospora
- Petasospora
- Pichia
- Pseudohansenula
- Saccharomyces
- Saturnispora
- Savitreea
- Starmerella
- Tetrapisispora
- Torulaspora
- Vanderwaltozyma
- Willia
- Williopsis
- Wingea
- Yamadazyma
- Yueomyces
- Zonosporis
- Zygofabospora
- Zygohansenula
- Zygopichia
- Zygorenospora
- Zygosaccharis
- Zygosaccharomyces
- Zygosaccharomycodes
- Zygotorulaspora
- Zygowillia
- Zymodebaryomyces
- Zymopichia

Selon BioLib (17 janvier 2021) :
- genre Eeniella M.T. Sm., Bat. Vegte & Scheffers
- genre Kazachstania Zubcova
- genre Kluyveromyces Van der Walt
- genre Kuraishia Y. Yamada, K. Maeda & Mikata
- genre Kurtzmaniella Lachance & W.T. Starmer
- genre Lachancea Kurtzman
- genre Nakaseomyces Kurtzman
- genre Naumovozyma Kurtzman
- genre Saccharomyces Meyen ex E.C. Hansen
- genre Tetrapisispora Ued.-Nishim. & Mikata
- genre Torulaspora Lindner
- genre Vanderwaltozyma Kurtzman
- genre Williopsis Zender
- genre Zygosaccharomyces B.T.P. Barker
- genre Zygotorulaspora Kurtzman

Selon NCBI (17 janvier 2021) :
- genre Arxiozyma Van der Walt & Yarrow, 1984
- genre Citeromyces Santa María, 1957
- genre Cyniclomyces Van der Walt & D.B. Scott, 1971
- genre Eremothecium Borz, 1888
- genre Hagleromyces Sousa, Morais, Lachance & Rosa, 2014
- genre Kazachstania Zubkova, 1971
- genre Kluyveromyces Van der Walt, 1956
- genre Lachancea Kurtzman, 2003
- genre Nakaseomyces Kurtzman, 2003
- genre Naumovozyma Kurtzman, 2008
- genre Pachysolen Boidin & Adzet, 1958
- genre Saccharomyces
- genre Savitreea Sakpuntoon, Angchuan, Boonmak, Khunnamw., N. Jacques, Grondin, Casareg. & Srisuk, 2020
- genre Tetrapisispora Uead-Nishimura & Mikata, 1999
- genre Torulaspora Lindner, 1904
- genre Vanderwaltozyma Kurtzman, 2003
- genre Williopsis Zender, 1925
- genre Yueomyces Q.M. Wang, L. Wang, M. Groenew. & Boekhout, 2015
- genre Zygosaccharomyces B.T.P. Barker, 1901
- genre Zygotorulaspora Kurtzman, 2003
- genre Zygowilliopsis Kudryavtsev, 1960